# Larochemillay
Larochemillay è un comune francese di 229 abitanti situato nel dipartimento della Nièvre nella regione della Borgogna-Franca Contea.

## Storia

### Simboli
Il castagno rappresenta il bosco che circonda il comune e il campo di verde l'agricoltura; le chiavi sono attributo di san Pietro, titolare della chiesa locale; nella terza sezione sono simboleggiati il fiume La Roche e l'antico castello che fa parte della storia del paese.

## Società

### Evoluzione demografica
Abitanti censiti